# Up the Junction
Up the Junction is het achtste muziekalbum van Manfred Mann. De hoes vermeldt, dat het een soundtrack is met Suzy Kendall en Dennis Waterman in de hoofdrollen; regisseur Peter Collinson. De muziek komt van Mike Hugg en Manfred Mann; de muziek wordt gespeeld door de nooit bestaande Manfred Mann Group.

## Musici
- Michael d'Abo – zang
- Tom McGuinness – gitaar
- Klaus Voormann – basgitaar
- Manfred Mann – toetsen
- Mike Hugg - slagwerk

## Composities
Het originele album (cd van RPM) bevat de volgende tracks:
1. Up the junction (met zang)
2. Sing songs of love
3. Walking round
4. Up the junction (instrumentaal)
5. Love theme (instrumentaal)
6. Up the junction (zang en instrumentaal)
7. Just for me
8. Love theme (instrumentaal)
9. Sheila's dance
10. Bbelgravia
11. Wailing horn
12. I need your love
13. Up the junction (zang)
14. Sleepy hollow (bonus bij RPM-uitgave)

De uitgave van Umbrella geeft de volgende titels aan:
1. Up the junction
2. Sings songs of love
3. Walking around
4. Up the junction
5. Just for me
6. Love theme
7. Sheila’s dance
8. Belgravia
9. Wailing horn
10. I need your love
11. Up the junction
12. Eastern Street
13. Mohair Sam
14. Lovebird
15. Brown and Poerter’s (Meat Exporters)
16. I love you
17. I think it’s gonna rain today
18. Budgie
19. Sitting alone in the sunshine
20. Please Mrs. Henry

Vanaf Eastern Street zijn dan bonustracks; echter bij afspelen blijkt dat de opnamen zijn van Mannerism. In de computer komt ook de hoes van dat album tevoorschijn.